# 在独イギリス軍
在独イギリス軍（British Forces Germany）は、ドイツに駐留しているイギリス軍である。

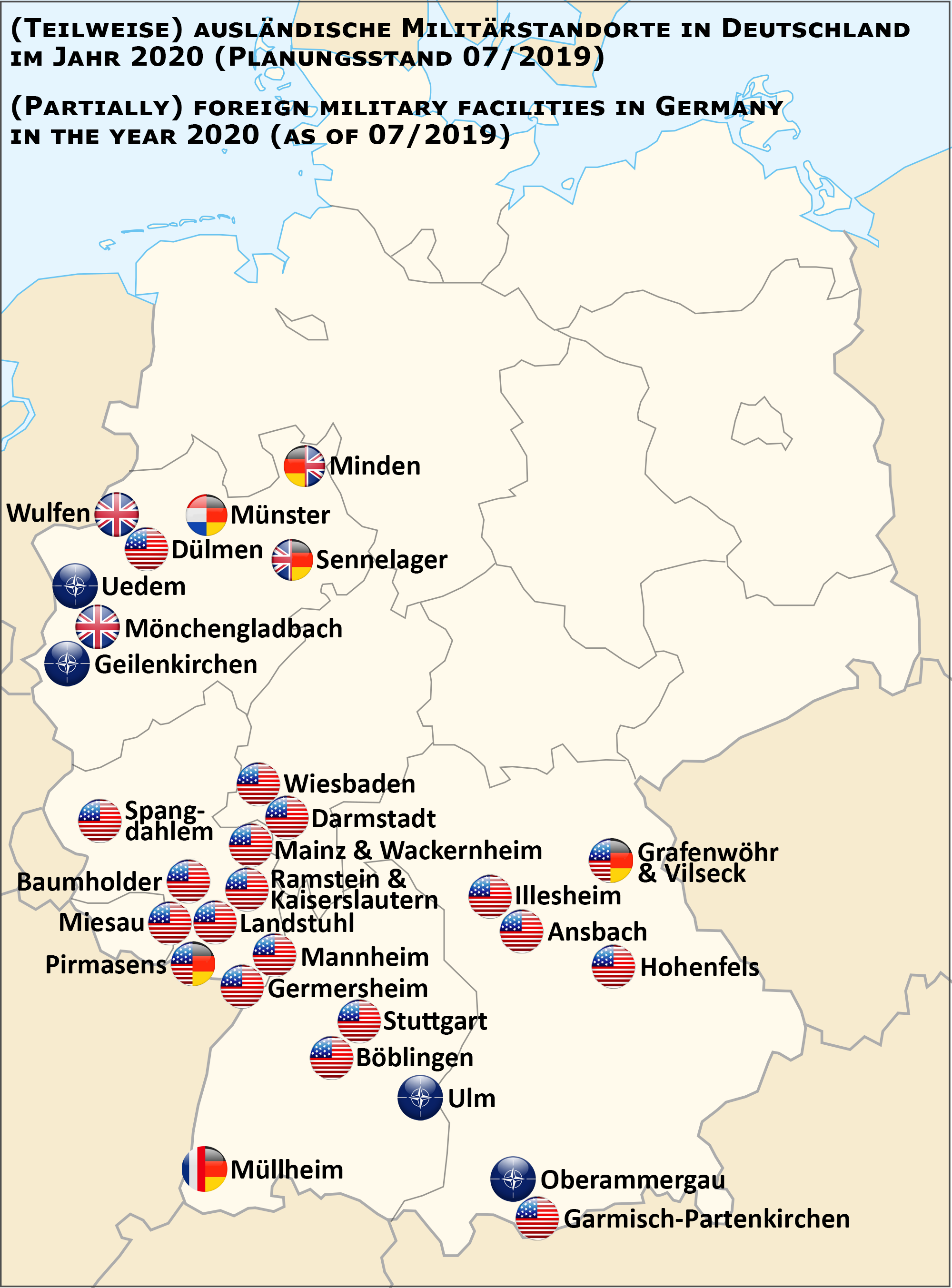
現在の海外軍基地一覧。

## 概要
第二次世界大戦後の分割統治から駐留しており、陸軍、海軍、空軍全ての部隊が存在していた。冷戦終結に伴い、1990年以降は規模を大幅に縮小した。2019年以降は、戦闘部隊は完全に撤退し、訓練目的で185名の陸軍兵士及び60名の文民が駐留している。

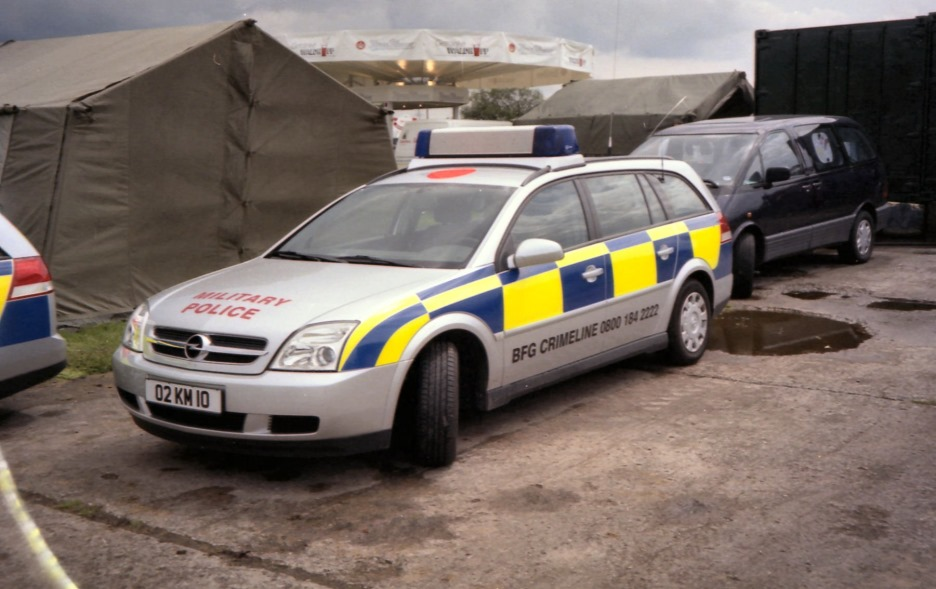
在独イギリス軍のパトカー

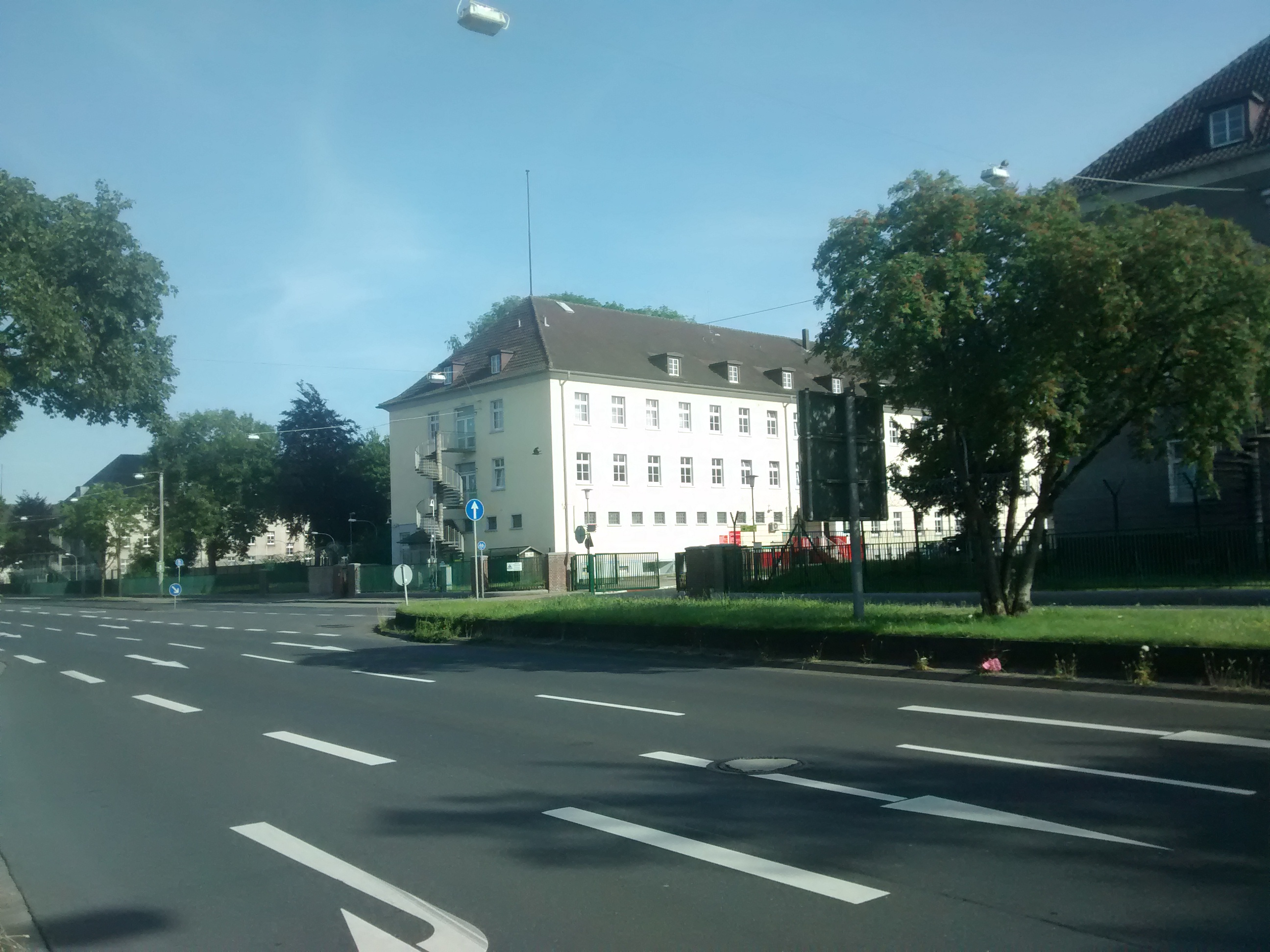
在独イギリス軍 本部

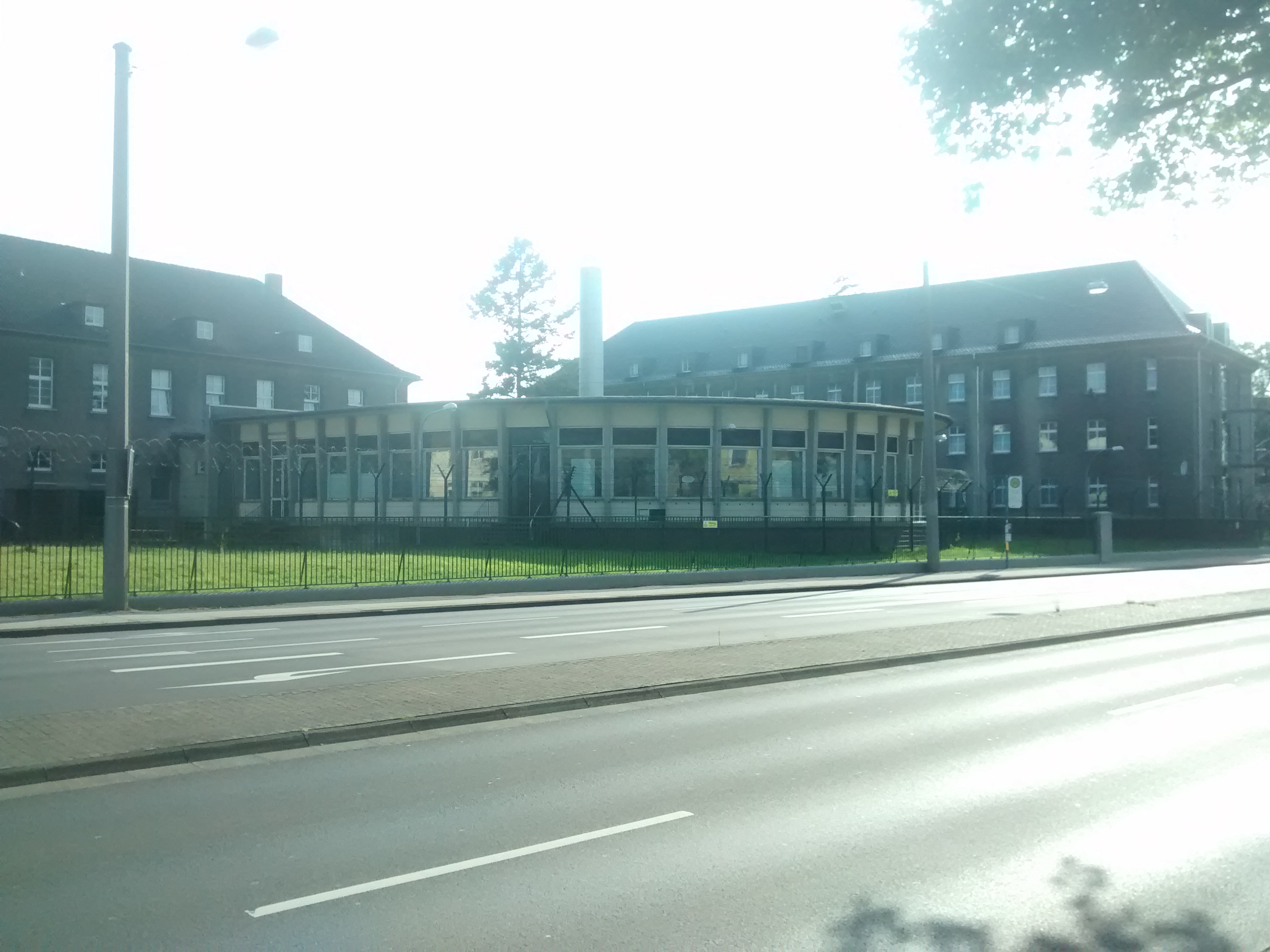
本部のセンター

その他、ソ連軍なども駐留していた。

## 歴史
第一次世界大戦敗北後、イギリス陸軍ライン軍団（BAOR）が設立され、長きに渡り、駐留していた。

### 第二次世界大戦後
第二次世界大戦で再び敗北したドイツは再び占領され、アメリカ合衆国（アメリカ欧州軍）、ソ連（ドイツ駐留ソ連軍）、フランス、イギリスの軍が駐留していた。
後にソ連占領地域はドイツ民主共和国（東ドイツ）、米英仏の占領地域はドイツ連邦共和国（西ドイツ）として独立するが、東西冷戦の最前線となった西ドイツにイギリス軍は引き続き駐屯を続けた。
在独イギリス軍は陸軍ライン軍団と在独英空軍（Royal Air Force Germany, RAFG）を駐留させた。

### 冷戦終結後
東欧革命と冷戦終結、さらにはソビエト連邦の崩壊により、イギリス（に限らず西側諸国）は西ドイツ領内に駐留する兵力の大幅削減を実施した。同時に東ドイツに駐屯していたドイツ駐留ソ連軍も1994年に完全撤退した。
その一環として1993年に在独英空軍（RAFG）は1993年に、陸軍ライン軍団（BAOR）も1994年にそれぞれ解散された。
2020年、イギリス軍は空軍、海軍の撤退を実行し、現在は陸軍のみが駐留している。

## 歴代司令官
- 1994 - 1995年スコット・グラント少将
- 1995–1997年クリストファー・ドリューリー少将
- 1997 - 2001年クリストファーエリオット少将
- 2001 - 2003年ジョン・ムーア・ビック少将
- 2003 - 2006デビッド・ビル少将
- 2006 - 2009年ムンゴ・メルヴィン少将
- 2009 - 2012年ニコラス・キャプリン少将

イギリス軍ドイツを指揮する将官
- 2012-2015年ジョン・ヘンダーソン少将

イギリス軍司令官ドイツ
- 2015–2018年　イアン・ベル准将
- 2018–2019年　リチャード・クレメンツ准将

イギリス陸軍司令官
- 2019-2023年　ティム・ヒル大佐
- 2023年- マイク・フォスター・ブラウン大佐